# Kirche St. Georg (Schönau-Berzdorf)
Die Kirche St. Georg ist ein sakrales Gebäude in Schönau-Berzdorf auf dem Eigen im Landkreis Görlitz in Sachsen. 

## Lage
Die evangelische Kirche liegt in der Mitte Schönaus an der Hauptstraße in unmittelbarer Nähe zum Pfarramt und der Gemeindeverwaltung.

## Geschichte
Erstmals erwähnt wurde die Kirche 1296, als der damals im Amt tätige Pfarrer Johannes in einem Rechtsstreit auftrat. 1429 oder 1431 wurde die Kirche infolge der Hussitenkriege durch Brand zerstört. 1463 erhielt die Kirche dann in Folge des Wiederaufbaus neue Glocken. 1573 bis 1580 wurden neue Kirchenstühle und 1611 eine neue Kanzel gefertigt. Eine Orgel wurde 1669 eingebaut. Da die Kirche anfangs nur einen kleinen Turm bzw. Dachreiter hatte, wurde 1737 ein neuer Turm mit zwei Durchsichten angebaut. 1833 brach ein großer Sturm den Turm über dem Glockenstuhl ab und er stürzte hinunter. 

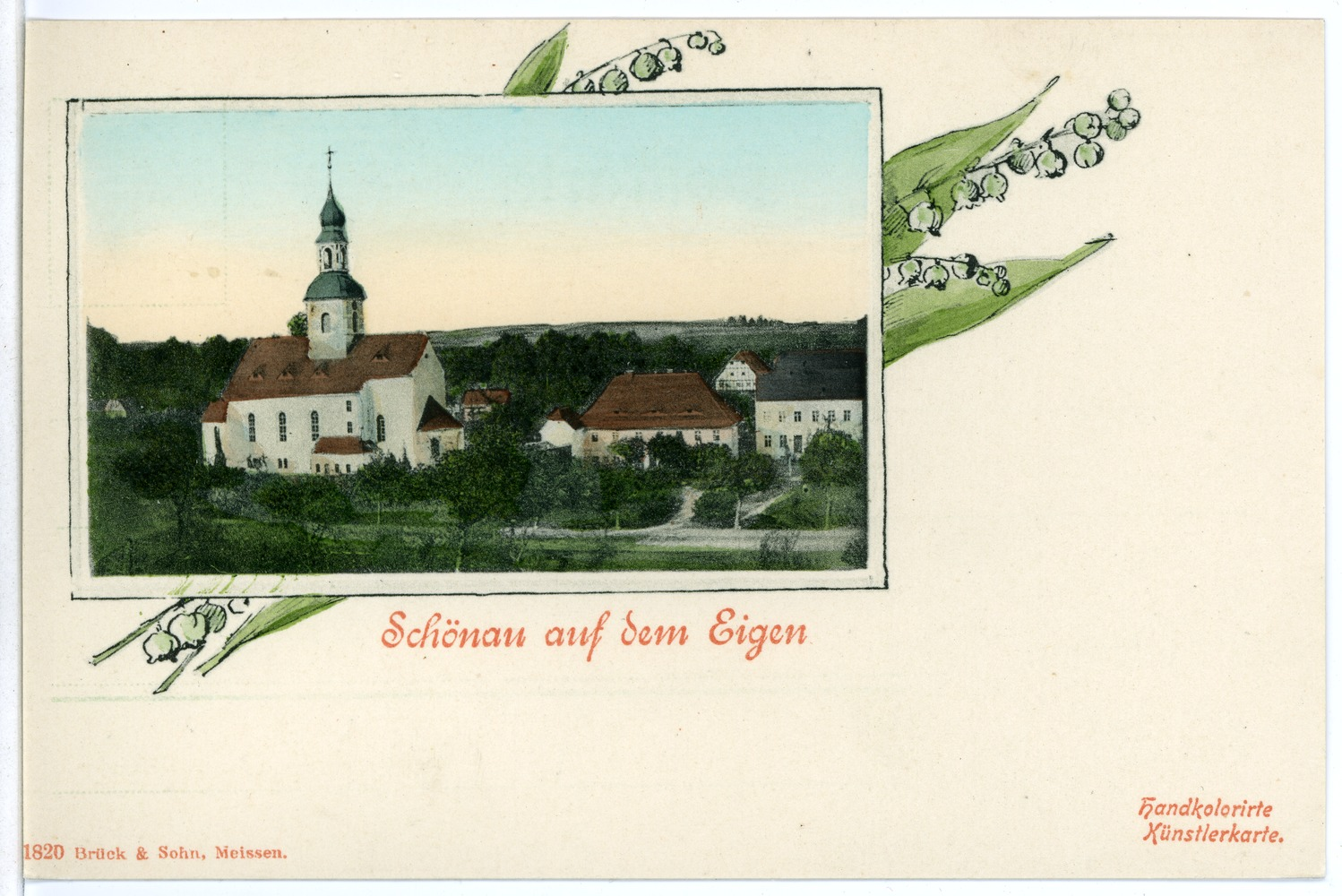
Handkolorierte Künstler-Postkarte, 1901

1880 verursachte ein Hochwasser innere Schäden in der Kirche. In Folge wurde 1881/1882 die Kirche gründlich renoviert und 1882 erneut eingeweiht. 1883 wurde ein neues Orgelwerk installiert. Eine Läuteanlage wurde 1906 und eine elektrische Lichtanlage im Jahr 1912 installiert. Der Kirchturm wurde infolge von Witterungsschäden 1929 saniert. Das Eingangsportal kam 1934 neu als Bauteil hinzu. Nach dem Zweiten Weltkrieg kam 1948 die alte Glocke wieder in den Turm, der dann 1966 mit Kupferblech neu gedeckt werden sollte, was jedoch erst von 1977 bis 1979 geschah. 1972 gab es einen Turmbrand durch Schäden der elektrischen Anlage. 
1973 wurde eine Läutemaschine durch die Herforder Elektricitätswerke Bokelmann & Kuhlo eingebaut, die auch das Tagesläuten garantierte. Gleichzeitig wurde der gesamte Glockenstuhl neu montiert und Jalousien eingezogen. Die feierliche Übergabe fand 1975 statt. 1996 wurde die gesamte Elektrik, die aus dem Jahr 1908 stammte, auf 220 V Wechselspannung umgestellt. Im Kirchenschiff, Treppenhaus, Chorraum und Sakristei wurde Sanierputz aufgetragen und anschließend farblich gestaltet, Treppen und Fenster ausgebessert und die gesamte Kirche einer Holzwurmbekämpfung unterzogen. 1996 wurde ebenfalls die Wehrmauer die die Kirche umgibt neu aufgebaut. Ende der neunziger Jahre wurde eine Sitzheizung für vordere Bankreihen eingebaut.